# 欧阳予倩

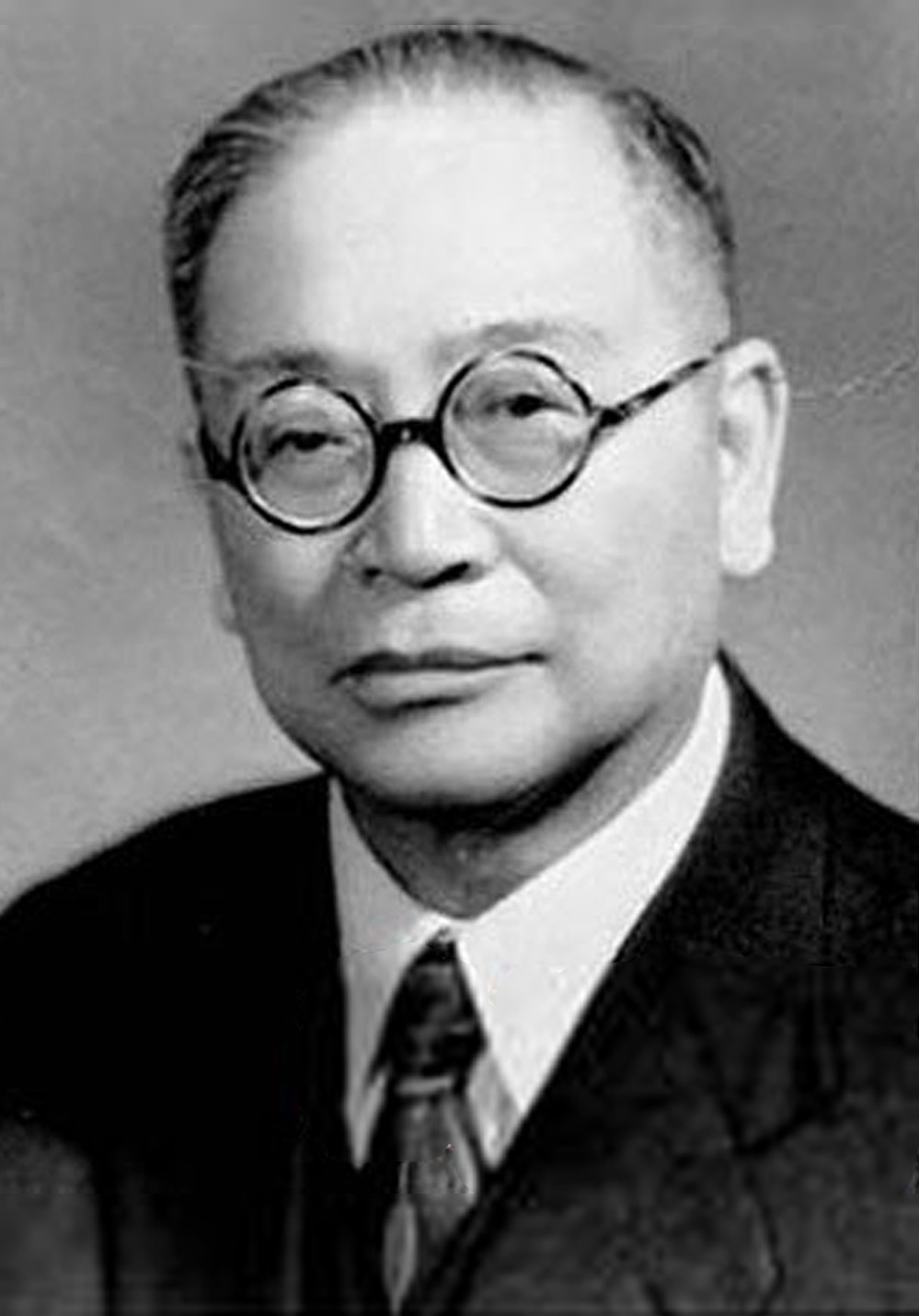
欧阳予倩

欧阳予倩（1889年5月20日—1962年9月21日），原名欧阳立袁，号南杰，艺名莲笙、兰容，笔名春柳、桃花不疑庵主，男，湖南浏阳人，中国剧作家、戏剧教育家、导演、演员。先後畢業於早稻田大學、明治大學。1926 年，加入南國社，創作劇本《潘金蓮》，1931 年加入「左聯」，抗戰時期編寫歷史劇《忠王李秀成》等。抗戰勝利後，他在新中國劇社和香港永華影業公司任編導，並把京劇《桃花扇》改編成話劇。1950年，擔任中央戲劇學院院長。

## 生平

### 文明戏、京剧、电影
1889年5月，欧阳予倩生于一个书香世家。祖父欧阳中鹄曾任广西桂林府知府，也是譚嗣同等維新派的老師。欧阳予倩自幼随祖父读书。1904年赴日本留学，考入成城中学。1906年回到家乡，和刘韵秋结婚。不久再赴日本，入明治大学商科，1908年考入早稻田大学文科学习。
1907年，欧阳予倩在日本参加春柳社，出演文明戏，扮演了根据《汤姆叔叔的小屋》改编的话剧《黑奴吁天录》中的角色。1909年，在东京演出了《热血》（又名《热泪》）。1911年归国后，与春柳社的老友陆镜若等人共同组织新剧同志会，在上海、江苏演出鼓吹革命反对封建的新剧。1913年，新剧同志会到长沙，以文社的名义演出，后遭到查封。欧阳予倩回上海后，又和陆镜若组织了职业化的春柳剧场，演出很受欢迎。后来，由于上海的文明戏演出商业化倾向日重，春柳剧场陷入困境。1915年，陆镜若贫病而亡，春柳剧场解体。

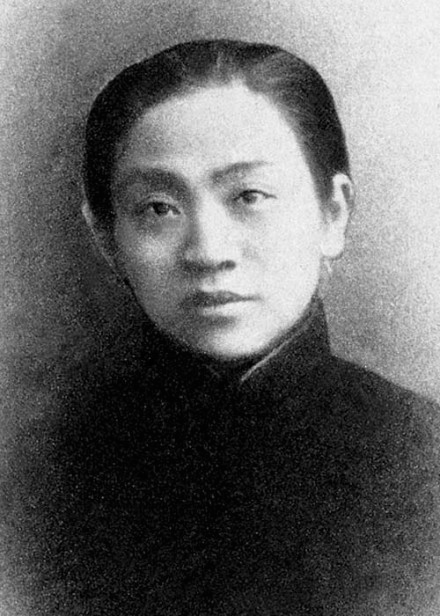
欧阳予倩

1906年起，他不顾家中反对，拜师学习京剧青衣。1915年，在春柳剧场解体后，他正式成为京剧演员，演出14年，经常同周信芳、盖叫天等人同台演出，唱做俱精，同梅兰芳齐名，有“北梅南欧”的美誉。1914年至1928年，他编写京剧剧目18出，自导自演京剧剧目29出，传统剧目或根据文学作品改编的京剧剧目大约50出，其中以“红楼戏”最有特色，包括《鸳鸯剑》、《馒头庵》、《黛玉焚稿》、《鸳鸯剪发》、《王熙凤大闹宁国府》等剧。
1918年，应江苏南通张謇的邀请，到南通筹建伶工学社，创建更俗剧场。伶工学社为新型科班，是欧阳予倩从事戏剧教育的开端。经过三年努力，他培养出了一批有文化的年轻演员及新型乐队。更俗剧场建成之后，名角荟萃，梅兰芳、余叔岩、程砚秋等人都曾来此演出。
1922年，欧阳予倩结识应云卫，并参加了戏剧协社，写出了独幕话剧《泼妇》、《回家以后》。1923年秋，他与汪优游介绍洪深加入戏剧协社。他与洪深、应云卫合作排演了男女合演的《少奶奶的扇子》、《回家以后》等剧目。

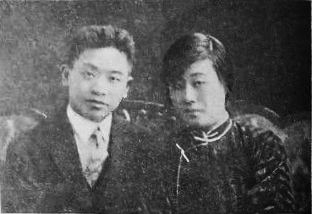
1926年欧阳予倩、刘韵秋结婚二十周年纪念照

1926年，经卜万苍介绍，欧阳予倩进入电影界，两年内先后为上海民新影片公司编写了《玉洁冰清》、《三年以后》、《天涯歌女》（1927年电影），三部电影均为无声片，其中他还在《玉洁冰清》和《天涯歌女》中扮演角色，《三年以后》则为其自编自导。
该时期，欧阳予倩又参加了田汉领导的“南国”戏剧运动。1927年冬，南国社在上海举办“鱼龙会”演出，欧阳予倩创作的《潘金莲》为演出剧目之一，以京剧形式演出，欧阳予倩饰潘金莲。
1929年，应广东省政府主席陈铭枢的邀请，欧阳予倩赴广州创办广东戏剧研究所，下设戏剧学校及音乐学校，并且出版了大型刊物《戏剧》、报纸副刊《戏剧周刊》。在此期间，他还创作了话剧《屏风后》、《车夫之家》、《买卖》、《小英姑娘》、《国粹》、《李团长之死》等剧，并且导演、演出了数十个剧目。1930年，为纪念“六·二三”沙基惨案，欧阳予倩导演了苏联名剧《怒吼吧，中国！》，激发了观众的反帝情绪，引起政府的不满。1931年7月，政府以收回校址为由，迫使广东戏剧研究所停办，欧阳予倩离开广州返回上海。

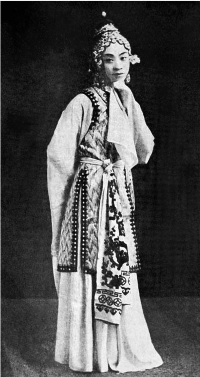
京剧《宝蟾送酒》中的欧阳予倩，1917年摄于上海
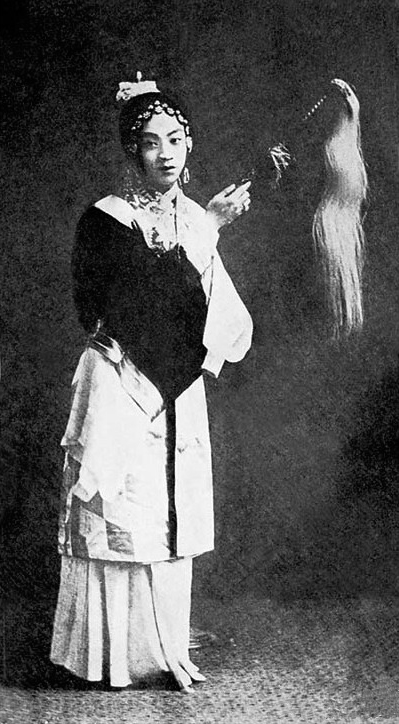
京剧中的欧阳予倩
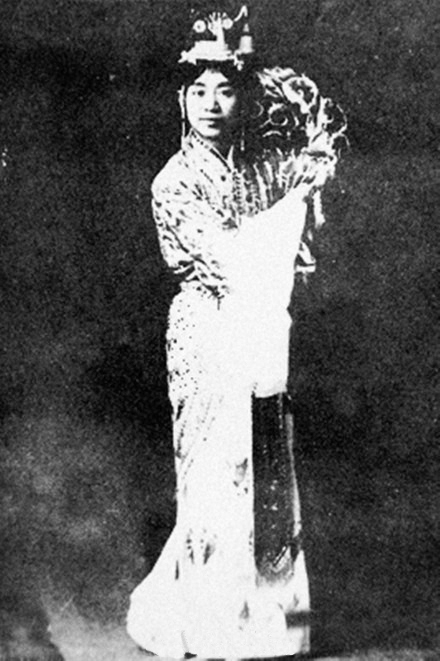
京剧《晚霞》中的欧阳予倩，1918年
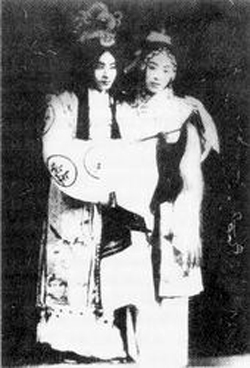
京剧《馒头庵》中的欧阳予倩（右），1920年

### 抗日经历

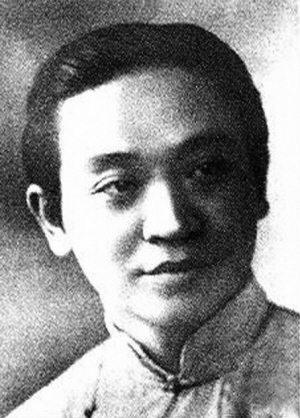
欧阳予倩

1932年，上海一·二八事变爆发，欧阳予倩回到广州，创作了独幕话剧《同住的三家人》、大型话剧《不要忘了》。同年，他参加中国左翼戏剧家联盟广州分盟。同年秋末，欧阳予倩出国访问，先后到法国、英国、德国、意大利，并两次经停苏联，参加了苏联第一届戏剧节，会见了苏联电影导演普多夫金，观摩了莫斯科艺术剧院和瓦赫坦戈夫剧院的演出。
1933年，欧阳予倩回国后，随即参加了中华共和国人民革命政府，后来该政府失败，他受到南京国民政府通缉，赴日本避难。
1934年秋，通缉令解除。欧阳予倩遂回上海，开始参与创作有声电影。他创作的第一部有声电影为《新桃花扇》，由新华影业公司拍摄。1935年，入明星影片公司，编导了《清明时节》、《小玲子》、《海棠红》3部电影。1937年，转入联华影业公司，正在编导讽刺喜剧片《如此繁华》时，七七事变爆发，电影中止拍摄。
1937年八一三事变后，上海租界变成孤岛，欧阳予倩、洪深、郑伯奇、于伶等人主持上海戏剧界救亡协会，欧阳予倩主持歌剧部（京剧），演出了《梁红玉》、《渔夫恨》、《桃花扇》等京剧。《桃花扇》在上海演出时，受到观众的热烈欢迎，同时触怒了租界当局，演出两场后便被迫停演，欧阳予倩也受到威胁。欧阳予倩随即在中共地下党的帮助下，自上海赴香港。在香港期间，欧阳予倩编写了电影剧本《木兰从军》，由上海华成影片公司拍摄。
1938年，应国立广西大学校长马君武的邀请，欧阳予倩赴桂林开展桂剧改革，排演了桂剧《梁红玉》，引起强烈反响。同年，欧阳予倩返回香港，为正在香港的中国旅行剧团导演《流寇队长》、《一心堂》、《钦差大臣》、《日出》、《油漆未干》等剧目。
1939年5月20日在香港慶祝五十歲生日,文化界以祝壽名義,義演兩天話劇救濟戰禍災民,同年秋，欧阳予倩再赴广西桂林从事桂剧改革及话剧工作，创办了桂剧学校，整理了许多桂剧保留剧目，培养了一批青年桂剧演员。1940年，欧阳予倩主持创立了广西省立艺术馆，所属的话剧团演出了夏衍、老舍、宋之的、阳翰笙、曹禺、欧阳予倩编写的剧目。通过欧阳予倩的筹备，1944年建成了新的艺术剧场。1944年2月，欧阳予倩、田汉等人在中国共产党的领导下发起举办了“西南第一届戏剧展览会”，中国西南各省30多个进步演剧团体的近千人来到桂林，演出了话剧、戏曲、木偶剧等60多出，演出3个月。

### 抗战胜利后

1956年，欧阳予倩和梅兰芳

抗日战争胜利后，1946年5月，欧阳予倩回到上海，出任新中国剧社编导。1947年1月1日，率剧团到台湾演出《郑成功》、《桃花扇》、《日出》、《牛郎织女》等话剧。二·二八事件后，欧阳予倩离开台湾回上海，任教于上海戏剧实验学校。他先后编写了电影《关不住的春光》、《姊妹劫》、《野火春风》，导演了电影《恋爱之道》。随后，因第二次国共内战日趋激烈，欧阳予倩乃离开上海到香港，出任永华影业公司编导。

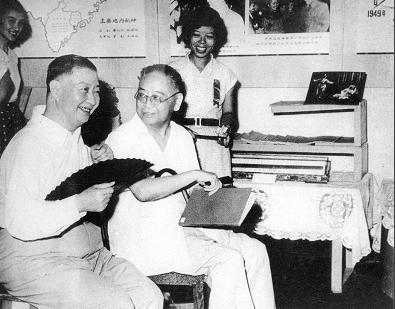
1956年，欧阳予倩和梅兰芳

1949年3月，欧阳予倩应中共中央的邀请，来到北京参加中国人民政治协商会议第一届全体会议，并在第一届中华全国文学艺术工作者代表大会上当选为中国文联常务委员会委员、中华全国戏曲改进委员会筹备委员会主任。同年，他参与筹建中国第一所正规戏剧学院。1950年4 月，欧阳予倩成为第一任中央戏剧学院院长。1955年，加入中国共产党。他历任中央实验话剧院院长、中国文联副主席、中国戏剧家协会副主席、中国舞蹈家协会主席等职务。他是第一、二届全国人民代表大会代表。
1962年9月21日，欧阳予倩在北京病逝。

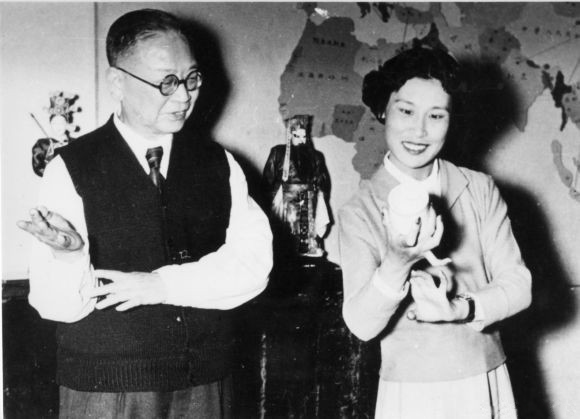
1956年，欧阳予倩在指导中国京剧院演员江新蓉排练京剧《人面桃花》

歐陽予倩在舊劇改良實踐中提出「戲曲即歌劇」的觀點。他認為：「拿寫實的眼光來批判中國舊戲是根本錯誤的，我們要就歌劇論歌劇，來評判中國戲的得失」「歐洲的大歌劇（opera）也衰敗了。即如法國的歌劇院以國家的力量僅僅能夠維持，每年若沒有許多津貼，恐怕早有解體之憂」。據此，他提出一種「中國新歌劇」的理想：
“我們的戲劇運動當然是歌劇與話劇並重，就歌劇而言⋯⋯我們所要建設的，是中國新歌劇，不過就目下而論，想拿皮黃戲劇來加以改造。”

## 著作
- 《欧阳予倩剧作选》
- 《予倩论剧》
- 《自我演戏以来》
- 《回忆春柳》
- 《谈文明戏》
- 《电影半路出家记》
- 《一得余抄》
- 《唐代舞蹈》[1][2]